# ليون كورتيس (كانتون)
ليون كورتيس (بالإسبانية: León Cortés)‏  و تعرف أيضا بـليون كورتيس كاسترو (بالإسبانية: León Cortés Castro)‏  و هي الكانتون العشرين لمحافظة سان خوسيه بكوستاريكا.
و يغطي الكانتون مساحة 120.8 كم مربع.
و يقدر عدد سكانه بحوالي 13,285 نسمة.
المدينة الرئيسة تدعى سان بابلو.
يشكل جدول ديليسياس ونهر بيرّيس الجزء الأكبر من الحدود الجنوبية والغربية، ويشكل نهر تاراثو الحدود الشمالية والشرقية

## المقطعات
يقسم كانتون ليون كورتيس إلى 6 مقاطعات هي :
1. سان بابلو
2. سان أندريس
3. جانو بونيتو
4. سان إيسيدرو
5. سانتا كورس
6. سان أنطونيو